# Multiple Listing Service
Il Multiple Listing Service (MLS) è un metodo operativo attivo fra gli operatori immobiliari che prevede la condivisione e la pubblicizzazione delle liste degli immobili, al fine di consentire un'ampia collaborazione fra le parti a favore sia delle agenzie sia dei clienti.
Il Multiple Listing Service nasce indicativamente negli Stati Uniti d'America nei primi anni del XX secolo ed è utilizzato da tutte le reti immobiliari. In Europa è presente già da qualche decennio mentre in Italia si è iniziato a sviluppare dalla metà degli anni novanta.
Tramite gli MLS gli operatori possono soddisfare al meglio le richieste della clientela, potendo favorire sia la domanda che l'offerta. Infatti chi vende avrà la possibilità di avere una platea più ampia mentre chi compra avrà una maggiore scelta di immobili. L'obiettivo dell'MLS è quello di creare quindi un portafoglio di immobili in condivisione, il più vasto possibile: in questo modo è possibile migliorare il servizio al consumatore, oltre ad aumentare le possibilità di business dei singoli operatori.
Fra i punti di forza del sistema, c'è il servizio gratuito dell'incrocio automatico fra la domanda e l'offerta. Un cliente acquirente potrà depositare la propria richiesta dettagliata al suo agente immobiliare, mentre il cliente venditore potrà conferire il mandato di vendita al suo agente di fiducia. La piattaforma informatica provvederà a incrociare costantemente le richieste degli acquirenti con le offerte dei venditori (matching automatico).

## Funzionamento
Il sistema di Multiple Listing Service è uno strumento professionale sviluppato per gli intermediari immobiliari. Ogni aderente al sistema di condivisione deve inserire gli annunci degli immobili per cui ha ricevuto un mandato in esclusiva di vendita ed allo stesso tempo consultare gli annunci inseriti da altri aderenti nel sistema di condivisione. Nel caso venga portata a termine una transazione grazie al sistema, si ricorre ad una spartizione delle provvigioni tra l'agente dell'acquirente e l'agenzia che aveva il mandato di vendita in esclusiva. Questa metodologia di lavoro, già ampiamente diffusa nei paesi anglossassoni, porta evidenti benefici al mercato dell'intermediazione:
- Maggiore scelta per l'acquirente che si reca in un'agenzia aderente all'MLS
- Maggiore possibilità di vendita per il venditore che si affida ad un'agenzia che adotta l'MLS
- Aumento del portafoglio immobili in gestione per l'agenzia aderente al sistema
- Incremento della clientela raggiungibile per l'agenzia aderente al sistema

## Asia

### India
Nel dicembre 2015 è stata lanciata in India una piattaforma specializzata nei sistemi Multiple Listing Service (MLS) per la prima volta, con l'obiettivo di connettere agenti immobiliari autorizzati, agenzie, promotori e costruttori attraverso un'unica piattaforma. Questo sistema consente agli agenti di mostrare i loro annunci immobiliari a una rete più ampia di potenziali clienti.

### Filippine
L'Associazione Filippina del Consiglio Immobiliari (PAREB) gestisce il PAREB MLS, un servizio di listing multiplo che consente lo scambio in tempo reale di annunci immobiliari tra i broker affiliati a livello nazionale.

### Vietnam
Il Multiple Listing Service è stato introdotto in Vietnam nel 2010. Il sistema MLS vietnamita si ispira al modello statunitense, con alcune modifiche per adattarsi alle specificità del mercato locale. In particolare, il sistema supporta sia gli annunci gestiti in agenzia aperta che quelli MLS, poiché il mercato vietnamita si basa principalmente sul modello di agenzia aperta. Gli annunci di privati, tuttavia, non sono ammessi.

### Bahrein
Il Bahrein ha introdotto una soluzione di Multiple Listing Service locale, mlsBH, che rappresenta una versione localizzata e migliorata del sistema RETS (Real Estate Transaction Standard). Introdotto nel 2015 e gestito da un'azienda privata, mlsBH consente l'inserimento diretto di annunci da parte di broker e proprietari, previa verifica. Inoltre, centralizza gli annunci su RealtyBH, una piattaforma comparabile al sito statunitense Zillow. Con l'introduzione del regolatore immobiliare RERA nel 2018, mlsBH si è allineato alle sue normative per garantire maggiore trasparenza nel settore.

### Israele
In Israele il sistema MLS è operativo dal 1990, ma inizialmente solo a Gerusalemme. Dal 2013 è gestito dalla Multiple Listing Service LTD e rappresenta uno dei primi esempi di cooperazione strutturata nel settore immobiliare locale.

## Oceania

### Australia
In Australia non esiste un MLS generalizzato. Tuttavia, la società privata Investorist gestisce un MLS specializzato per le proprietà in fase di sviluppo, utilizzato da alcuni sviluppatori e agenti principali australiani. Investorist è accessibile anche agli agenti internazionali.
Inoltre è attivo Property Platform che permette la prenotazione in tempo  reale e l'elaborazione dei pagamenti per le prenotazioni di proprietà.

## Europa

### Italia
In Italia esistono diversi sistemi MLS che consentono alle agenzie immobiliari di gestire e condividere gli annunci con altre agenzie o di distribuirli su piattaforme online. Ad esempio, MLS Agent RE, che nel 2021 deteneva l'89,22% del mercato secondo il rapporto Reti e Aggregazioni Immobiliari 2021.  Diversamente dal modello statunitense, gli agenti italiani non sono obbligati a includere tutti gli immobili nell'MLS.
Unico nel panorama italiano è il sistema gestito direttamente dagli agenti immobiliari della Confederazione Reti MLS, che raggruppa diverse reti locali aderenti a un codice etico condiviso. Questo sistema impone l'obbligo di qualificare preventivamente gli immobili e condividere l'intero elenco delle proprietà.

### Cipro, Turchia, Portogallo e Spagna
Il sistema UltraIT MLS rappresenta una rete esclusiva per operatori del settore immobiliare, che consente agli agenti abbonati di accedere a un database di migliaia di proprietà in vendita o in affitto in paesi come Cipro, Turchia, Portogallo e regioni spagnole quali Costa Blanca, Costa del Sol, Barcellona e Tenerife.
In Turchia, TUGEM (All Entrepreneur Real Estate Agents) ha avviato un database MLS per i suoi membri, tra cui marchi internazionali attivi nel Paese. Il Ministero del Catasto turco collabora con TUGEM per espandere i servizi MLS attraverso il portale online YourkeyTurkey.

### Regno Unito
Nel Regno Unito esistono MLS attraverso alcuni software per agenzie, ma molti di questi sono progettati per funzionare solo internamente all'azienda. Le limitazioni tecnologiche tra diversi software hanno impedito lo sviluppo di un MLS tradizionale. Tuttavia, piattaforme come INEA, Lonres e AgentHub stanno tentando di creare reti MLS orizzontali per favorire la collaborazione tra agenti immobiliari.

### Svizzera
In Svizzera, il sistema MLS è stato adottato principalmente nelle città di Zurigo, Ginevra e Basilea. Portali come Properstar, ImmoScout24 e Homegate consentono agli agenti immobiliari di condividere i loro annunci, rendendo il mercato più trasparente ed efficiente. Tuttavia, l'adozione del sistema MLS rimane limitata rispetto a paesi come gli Stati Uniti, principalmente a causa della frammentazione del mercato immobiliare svizzero.

## America centrale

### Costa Rica
In Costa Rica esistono due principali organizzazioni immobiliari: la CRGAR (Costa Rica Global Association of Realtors) e la CCCBR (Camera di Commercio Immobiliare della Costa Rica]). Tra queste, solo la CRGAR dispone di un sistema MLS.
La CRGAR è affiliata alla NAR (National Association of Realtors degli Stati Uniti). Secondo il sito web della CRGAR, a ottobre 2019 l'organizzazione contava poco più di 120 membri e sponsor.
Il numero effettivo di agenti immobiliari in Costa Rica è sconosciuto, poiché non esistono requisiti legali minimi per esercitare la professione. Non è necessario essere qualificati o affiliati a un'associazione per diventare un agente immobiliare, e chiunque può operare come tale senza prerequisiti.
Alcune società immobiliari private hanno sviluppato propri sistemi MLS, alcuni dei quali si presentano come gli unici MLS ufficiali. Tuttavia, questi non sono direttamente affiliati a nessuna delle principali associazioni immobiliari del Costa Rica.

## Nord America
In Nord America, i sistemi MLS sono gestiti da enti privati, che stabiliscono regole indipendenti per l'accesso, la condivisione delle informazioni e l'iscrizione. Non esistono regolamentazioni statali o federali, fatta eccezione per alcune leggi statali riguardanti le transazioni immobiliari. Gli MLS possono essere gestiti da società immobiliari, consigli regionali di agenti immobiliari o associazioni di categoria. L'iscrizione a un MLS non è obbligatoria per esercitare la professione di agente immobiliare.
Nel Nord America si contano oltre 500 MLS tra Canada e Stati Uniti.

### Canada
In Canada, l'MLS nazionale è un sistema cooperativo gestito dai membri della Canadian Real Estate Association (CREA) attraverso 101 consigli immobiliari e 13 associazioni provinciali/territoriali. I termini "Realtor" e "MLS" sono marchi registrati di CREA e si applicano ai membri e ai loro dati. Il Real Estate Board of Greater Vancouver sostiene di aver creato il primo MLS in Canada.
Un sito web pubblico consente ai consumatori di cercare una selezione aggregata di annunci attivi provenienti da ciascun consiglio partecipante, fornendo dettagli limitati e invitando i consumatori a contattare un agente immobiliare per maggiori informazioni.
Sebbene la maggior parte dei consigli partecipi al sistema nazionale noto come Data Distribution System, altri forniscono annunci a un servizio del Quebec chiamato Centris. Alcuni, come il Toronto Regional Real Estate Board (TRREB), gestiscono il proprio MLS.
Nel 2007, il broker immobiliare Realtysellers ha chiuso sostenendo che CREA e TRREB avessero modificato le regole per ostacolare i servizi MLS a tariffa fissa rivolti a chi voleva vendere da solo. Nel 2010, CREA ha raggiunto un accordo con il Competition Bureau, consentendo gli annunci a tariffa fissa. Tuttavia, alcuni consigli immobiliari continuavano a vietare questa pratica, citando leggi provinciali che richiedevano licenze per operare nel settore immobiliare. Nel 2015, il Competition Bureau ha intentato un caso federale contro il TRREB per tentare di porre fine al presunto monopolio sugli MLS.

### Messico
In Messico, i sistemi MLS sono stati adottati lentamente, nonostante i numerosi tentativi di creare una rete nazionale. Il primo MLS è stato lanciato a Puerto Vallarta nel 1988 come MLSVallarta ed è esistito per un breve periodo nella regione di Los Cabos come MLSCabo negli anni '90. Questi sistemi si sono diffusi principalmente in aree con acquirenti statunitensi o canadesi, che già conoscevano i benefici degli MLS nei loro mercati nazionali.
Il sistema di Los Cabos ha subito vari cambiamenti strutturali prima di collaborare con il software FLEX MLS nel 2010. Attualmente è conosciuto come MLS BCS, rappresentando oltre 90 broker nello Stato della Baja California Sur. MLS BCS opera come una corporazione in cui ogni broker abbonato possiede una quota con diritto di voto. I broker devono soddisfare requisiti rigorosi e aderire a un codice di condotta che include la gestione esclusiva delle proprietà.
A Puerto Vallarta e Riviera Nayarit, MLSVallarta continua a essere il sistema MLS più longevo del Messico. Nel 2012, le associazioni immobiliari locali hanno creato un proprio MLS noto come VallartaNayaritMLS, adottando lo stesso software FLEX utilizzato nella regione di Los Cabos. Entrambi i sistemi sono ampiamente utilizzati da broker, sviluppatori e acquirenti.

### Stati Uniti
Nel 2020, negli Stati Uniti si contavano 580 MLS, con un numero in diminuzione a causa di tendenze di consolidamento. Il più grande MLS è attualmente il California-Regional Multiple Listing Service (CRMLS), con 110.000 professionisti immobiliari. Altri MLS significativi includono Bright MLS (109.000 iscritti), Stellar MLS (75.000), e First MLS ad Atlanta (50.000).

#### New York City
A Manhattan, il sistema MLS non ha mai preso piede. Un piccolo gruppo di broker ha formato la Manhattan Association of Realtors e gestisce MLSManhattan.com, che copre solo una piccola parte dell'inventario attivo. In alternativa, il database più diffuso è gestito dal Real Estate Board of New York (REBNY), un ente separato dalla National Association of Realtors dal 1994.
REBNY opera con un sistema chiamato REBNY Listing Service (RLS), che offre dati sui contratti e sui tempi di vendita, oltre a elenchi di affitti. Il sistema è supportato da database privati come RealtyMX, Online Residential (OLR) e Realplus, che scambiano continuamente dati, creando reti separate ma simili.